# Valeriepieris-Kreis

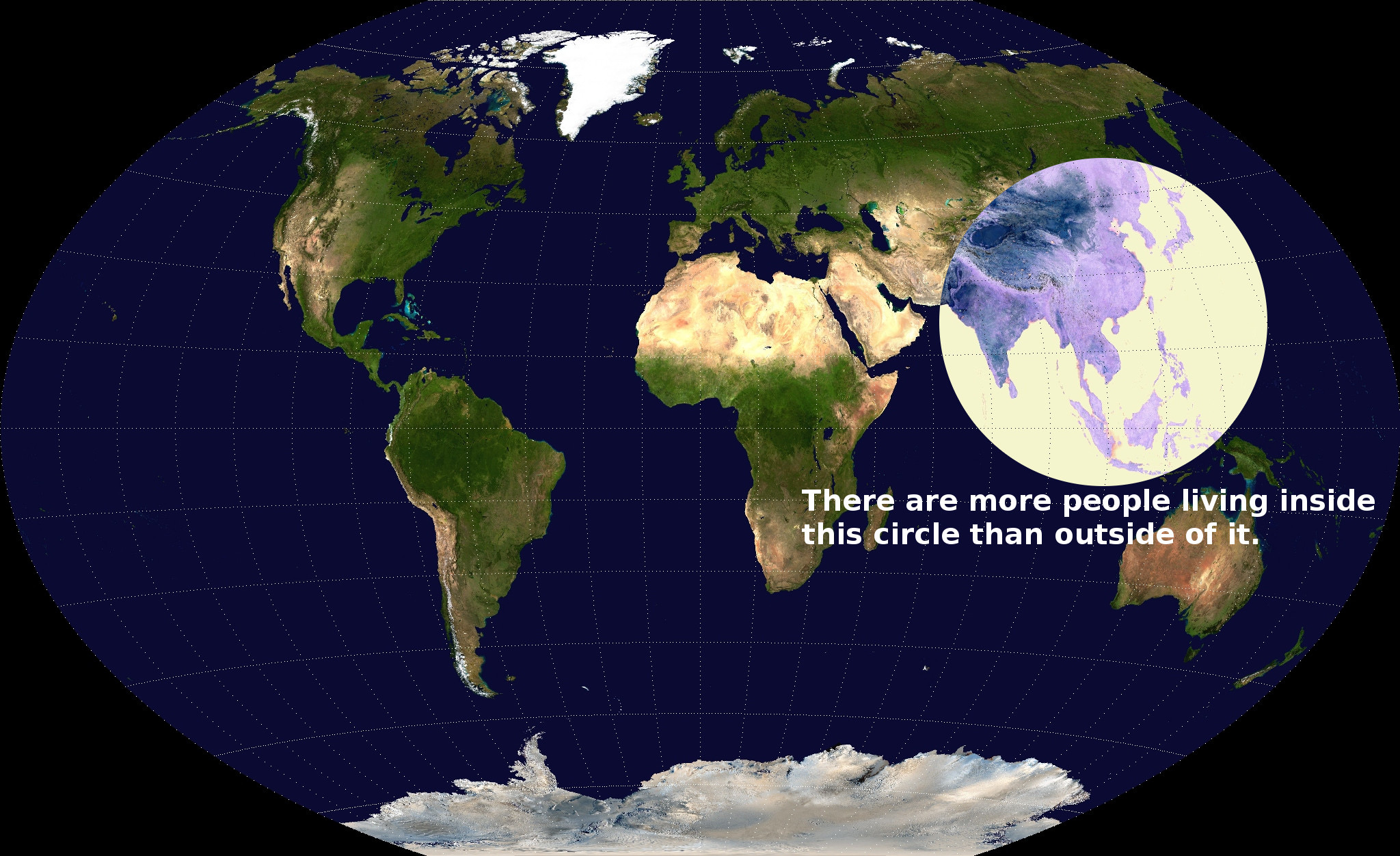
Der Valeriepieris-Kreis von Ken Myers (2013)

Der Valeriepieris-Kreis ist ein gedachter Kreis auf der Erdoberfläche, innerhalb dessen mehr als die Hälfte der Weltbevölkerung lebt.

## Ursprung
2013 veröffentlichte der Reddit-Nutzer „Valeriepieris“ (bürgerlich Ken Myers, ein Lehrer aus Texas) im Subreddit r/MapPorn den Entwurf des Kreises, nach dem in seinem Inneren mehr Menschen leben als außerhalb – dem Rest der Erde. Myers’ Kreis umfasst nur rund 9,8 % der Erdoberfläche mit einem Radius von ungefähr 4000 Kilometern.
Im Valeriepieris-Kreis befinden sich die Milliardennationen China und Indien sowie bevölkerungsreiche Länder wie Indonesien, Pakistan, Bangladesch, Japan und die Philippinen. Obwohl im Kreis so viele Menschen wie nirgendwo sonst leben, ist ein Großteil seiner Fläche sehr dünn oder gar nicht besiedelt: So liegen dort auch der Westen Chinas, Teile Sibiriens, des Himalaya sowie die Mongolei – das Land mit der niedrigsten Bevölkerungsdichte weltweit. Zudem liegt ein Drittel seiner Fläche im Ozean.
22 der 37 Megastädte befinden sich im Kreis, außerdem vier der fünf größten Metropolregionen der Welt (Stand 2024). Erwähnenswert ist ebenfalls, dass sowohl der Mount Everest als höchster Punkt als auch der Marianengraben als tiefster Punkt der Erde innerhalb des ursprünglichen Valeriepieris-Kreises gelegen sind.
Der Kreis basiert auf der Winkel-Tripel-Projektion, was bedeutet, dass er nicht der kugelförmigen Oberfläche der Welt angepasst ist. Das Konzept wurde von Medien und Nachrichtenportalen aufgegriffen und weltweit publiziert. Der Kreis wurde schließlich nach dem Reddit-Benutzernamen von Ken Myers benannt: Valeriepieris.

## Weiterentwicklung

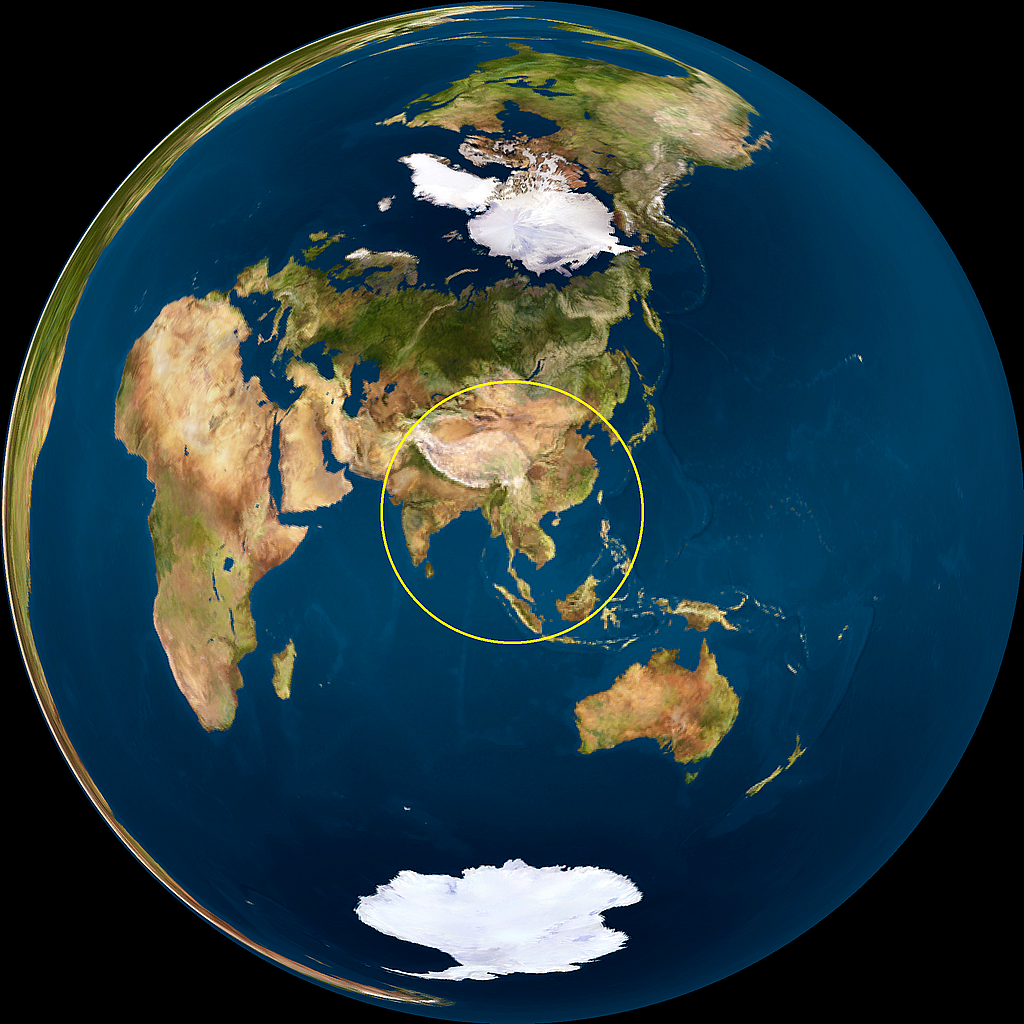
Der angepasste Valeriepieris-Kreis von Danny Quah (2015)

Im Jahr 2015 bestätigte der singapurische Ökonomieprofessor Danny Quah von der London School of Economics die Kernaussage und veröffentlichte im gleichen Zuge eine aktualisierte Variante des Valeriepieris-Kreises auf einer flächentreuen Azimutalprojektion mit einem kleineren Radius. Quahs Kreis hat sein Zentrum im myanmarischen Dorf Mong Khet und eine Orthodrome von diesem Zentrum bis zum Rand des Kreises von nur noch circa 3300 Kilometern, was lediglich 6,7 % der Erdoberfläche entspricht. Insbesondere sind Japan und der größte Teil der dichtbesiedelten Insel Java nicht in dieser Variante enthalten. Quah behauptete, dass sein Kreis der kleinstmöglichste Kreis sei, da er ihn auf der Grundlage strengerer Berechnungen und aktualisierter Daten erstellt habe und er entgegen dem Original an die kugelförmige Oberfläche der Erde angepasst sei.
Riaz Shah, ein Professor an der Hult International Business School in London, testete 2022 die Behauptung von Danny Quah erneut, bestätigte sie und stellte fest, dass von rund 8 Milliarden Menschen rund 4,2 Milliarden Menschen innerhalb des Kreises leben.

## Anwendung
Der Valeriepieris-Kreis kann grundsätzlich auf jedes Land, jede Stadt und jede Region übertragen und angewendet werden. So können beispielsweise Bevölkerungsveränderungen beobachtet oder die Zentralisierung der Bevölkerung gemessen werden. Ein entsprechendes Python-Paket zur Berechnung des Valeriepieris-Kreises wurde 2023 veröffentlicht.